# Ribare (Žagubica)
Pour les articles homonymes, voir Ribare.
Ribare (en serbe cyrillique : Рибаре) est un village de Serbie situé dans la municipalité de Žagubica, district de Braničevo. Au recensement de 2011, il comptait 365 habitants.

## Géographie
Le village de Ribare, dans la région d'Homolje, est situé dans partie haute de la gorge éponyme de Ribare. La rivière Osanička reka se jette dans la Mlava à la hauteur de l'église du village. 

## Histoire
Les vestiges les plus anciens du territoire de Ribare ont été retrouvés au hameau de Gradac, dans la gorge de la Mlava ; ils remontent à 2 500 ans av. J.C. Une petite forteresse a existé dans ce secteur du Xe au XIIIe siècle. Au confluent de l'Osanička  reka et la Mlava se trouvait autrefois l'église médiévale de Šupljaja, reconstruite en 1928.

## Démographie

### Évolution historique de la population
| 1948 | 1953 | 1961 | 1971 | 1981 | 1991 | 2002 | 2011 |
| ---- | ---- | ---- | ---- | ---- | ---- | ---- | ---- |
| 881  | 915  | 831  | 736  | 681  | 591  | 485  | 365  |

|  |